# Stopień baryczny
Stopień baryczny (Stopień barometryczny) – zmiana wysokości odpowiadająca zmianie ciśnienia atmosferycznego o 1 hPa. Przy temperaturze zera stopni Celsjusza w dolnej troposferze wynosi ok. 8 m/hPa, zaś na wysokości 5 km – ok. 15 m/hPa.